# Schlichtstar
Der Schlichtstar (Aplonis mavornata) ist eine ausgestorbene Vogelart aus der Familie der Stare. Er war endemisch auf der zu den Cookinseln zählenden Insel Mauke. Das Artepitheton „mavornata“ ist das Ergebnis von Walter Lawry Bullers Falschablesung des Binomens „inornata“ auf dem Kennzeichnungsetikett des Belegexemplares. Da Buller bei der wissenschaftlichen Erstbeschreibung im Jahre 1887 davon überzeugt war, dass seine Schreibweise die korrekte war, ist sie nach den Internationalen Regeln für die Zoologische Nomenklatur als gültig anzusehen.

## Merkmale
Der Schlichtstar erreichte eine Länge von 19,2 Zentimetern. Der Schnabelfirstlänge betrug 2,56 Zentimeter, die Lauflänge 2,74 Zentimeter, die Schwanzlänge 6,4 Zentimeter, die Flügellänge 10,5 Zentimeter und die Flügelspannweite 32 Zentimeter. Die Oberseite und Unterseite waren schwarzbraun mit helleren braunen Federsäumen. Der Kopf zeigte einen schwachen bräunlichen Glanz. Die Handschwingen und der Schwanz waren dunkler. Die Iris war gelb. Die Füße waren dunkelbraun, der Schnabel hellbraun.
Der geografisch nächste Verwandte ist der Rarotonga-Star (Aplonis cinerascens), der größer ist und ein gräuliches Gefieder mit hellgrauen Federsäumen aufweist. In seiner gesamten Erscheinung sieht der Schlichtstar der Südseestar-Unterart Aplonis tabuensis tenebrosus von den Inseln Niuatoputapu und Tafahi im Königreich Tonga am ähnlichsten. Der Samoa-Star (Aplonis atrifusca) ist um etwa ein Drittel größer und hat eine schwarze Iris.

## Aussterben
Das einzige bekannte Exemplar, das sich im Natural History Museum in London befindet und unter der Katalognummer 12.192 registriert ist, wurde am 9. August 1825 von Andrew Bloxam, einem Naturforscher von der «HMS Blonde», auf Mauke geschossen. Bloxam notierte, dass er nur zwei Jahre nach Ankunft der Europäer „große Ansammlungen von Ratten mit langen Schwänzen sah, die sich von der Pazifischen Ratte unterscheideten, in Fellfarbe und Größe aber der Wanderratte gleichten“. In Anbetracht der Gefährdung anderer Aplonis-Arten durch Ratten kann angenommen werden, dass das Taxon bald nach der Ausbreitung der Ratten auf Mauke ausstarb.

## Systematik
Der englische Trivialname des Schlichtstars ist Mysterious Starling. Dieser Name bezieht sich auf die Tatsache, dass über Herkunft und Sammeljahr des Museumsexemplares aus London lange Zeit Unklarheit herrschte. Die Verwirrung begann, als Walter Lawry Buller 1887 das Kennzeichnungsetikett falsch ablas. 1890 korrigierte Richard Bowdler Sharpe das Binomen in Aplonis inornata. Dies war jedoch ungerechtfertigt, da Buller davon überzeugt war, dass er das Binomen Aplonis marvornata gelesen hatte und da Tommaso Salvadori bereits 1880 den Namen Calornis inornata für eine andere Starenart vergeben hatte.
Obgleich Bullers Beschreibung – ein paar Zeilen über den Schlichtstar in einem Beitrag über den Dickschnabelstar (Aplonis striata) – kaum ausreichend ist und das Artepitheton keinen Sinn ergibt, ist sie nach den Internationalen Regeln für die Zoologische Nomenklatur gültig.
Es existiert eine Zeichnung eines rätselhaften Vogels von Ulieta (heute Raiatea genannt), die am 1. Juni 1774 von Georg Forster angefertigt wurde. Sharpe und viele nachfolgende Autoren behaupteten, dass der Vogel in der Zeichnung mit dem Schlichtstar identisch sei, obwohl zahlreiche Unstimmigkeiten zwischen dem Museumsexemplar 12.192 und Forsters Beschreibung des Ulieta-Vogels dagegen sprachen. Erwin Stresemann verwarf Sharpes Theorie im Jahre 1949, trotzdem bezogen sich nachfolgende Beschreibungen des Schlichtstars (darunter Ziswiler 1965 und IUCN 1965) auf Forsters Vogel. 1986 veröffentlichte Storrs Lovejoy Olson die Ergebnisse seiner Forschungsarbeit über den Schlichtstar, die Zitate aus Bloxams Originaltagebuch enthält und zu dem Schluss kam, dass Bloxams Sturnus mautiensis mit Bullers Aplonis mavornata identisch ist. Damit war das Rätsel um das Museumsexemplar 12.192 gelöst. Da Bloxams Aufzeichnungen ursprünglich in einer bereinigten und irreführenden Form veröffentlicht wurden (Graham & Byron, 1827), wurde die wahre Herkunft des Schlichtstars lange Zeit übersehen.